# Merceyopsis hymenostylioides
Merceyopsis hymenostylioides là một loài rêu trong họ Pottiaceae. Loài này được Broth. & Dixon mô tả khoa học đầu tiên năm 1910.